# Cầu Ông Lớn
Cầu Ông Lớn nằm trên đại lộ Nguyễn Văn Linh, bắc qua rạch Ông Lớn, thuộc địa phận Thành phố Hồ Chí Minh. Được thiết kế vào năm 2001 đến năm 2004 thì được đưa vào sử dụng. Đây là kết cấu cầu vòm ống thép nhồi bê tông lần đầu tiên sử dụng ở Việt Nam, góp phần làm đa dạng hóa kiến trúc công trình cầu đường.